# غوريكا (كونييتش)
غوريكا (بالإنجليزية: Gorica)‏ بالكيريلية (Горица) هي قرية في بلدية كونييتش التابعة للبوسنة والهرسك.

## المراحع
1. ↑  نتائج رسمية من كتاب: التركيب العرقي لسكان البوسنة الهرسك، بالبلديات والمستوطنات، 1991. إحصاء السكان، by municipalities and settlements, 1991. census, Zavod za statistiku Bosne i Hercegovine - Bilten no.234, سراييفو 1991